# دورن بياتي
دورن بياتي (بالإنجليزية: Dorn Beattie)‏ هو مغني كندي.

## وصلات خارجية
- دورن بياتي على موقع ميوزك برينز (الإنجليزية)